# Либурна
Либурна (на латински: liburna) е древноримски военен съд, вид галера с весла, разпространени от началото на Римската империя. Римляните ги заимстват от илирийските пирати и поради това ги наричат – либурни, по името на илирийското племе. Племето либурни извършвали пиратски нападения с такива кораби в Йонийско море.
Корабите били много леки и маневрени. Екипажът на либурната се състоял от около 50 – 80 гребци и около 30 – 50 моряци, в зависимост от размера на кораба. Либурните са леки и маневрени кораби. Дълбочината им на газене е около 1 m., а скоростта, която са развивали е около 7 – 8 възела.
След военните кампании в Илирия, Октавиан обогатява римският флот с тези кораби. За първи път в историята на Рим флотът не е демобилизиран след битките, а запазен, поддържан и използван повторно в следващите военни кампании. Корабите от този тип се прославят в морската битка при Акциум. Римският генерал Марк Агрипа ги използва срещу флотът на Марк Антоний и Клеопатра, където благодарение на своята скорост и маневреност обкръжават и с помощта на метателни оръдия, успяват да противодействат успешно на значително по-големите кораби на Антоний и Клеопатра. Тези кораби също са се използвали масово и по-рано, по времето на Пуническите войни.
Либурни са използвани в много военни кампании по времето на Римската империя: при Нил, Рейн и Дунав, както и в моретата. В римския флот те изпълнявали широк кръг от задачи, включително разузнаване, охрана на морска територия, борба с пирати, комуникационна връзка, бърза доставка на важни товари.

### Цитирана литература

#### Класически автори
- Апиан. „Илирийски войни“ //   Livius, 2020. (на английски)

#### Модерни автори
- Roddaz, Jean-Michel. Marcus Agrippa.   École Française de Rome, 1984. ISBN 2-7283-0069-0. (на френски)
- Cosme, Pierre. Auguste.   Paris, Librairie Académique Perrin, 2005. ISBN 978-2-262-01881-8. (на френски)
- Скрицкий, Николай В. 100 великих адмиралов.   Москва, 2003. ISBN 5-7838-0980-2. (на руски)